# Slender: The Arrival
Slender: The Arrival (a volte scritto Slender The Arrival o Slender - The Arrival) è un videogioco di genere horror psicologico sviluppato da Parsec Productions e Blue Isle Studios. È stato pubblicato il 26 marzo 2013 per Microsoft Windows e macOS. Una versione estesa del gioco per Windows e macOS venne pubblicata da Steam il 28 ottobre dello stesso anno. Il 23 settembre 2014 è uscito per Playstation 3, il giorno successivo per Xbox 360. Successivamente uscì anche per PlayStation 4, Xbox One, per Wii U e anche su Nintendo Switch. Il 1º ottobre 2021, Blue Isle Studios annuncia che il gioco sarà disponibile su Android ed iOS a partire dal 13 ottobre dello stesso anno. Come il suo predecessore, il gioco si basa sulla creatura nota come Slender Man.

## Trama
La trama si articola in due linee narrative parallele, ciascuna con i propri protagonisti e ambientazioni, che si intrecciano nel corso del gioco. Di seguito la prima, che segue gli eventi dei protagonisti:
Kate e il suo amico Carl Ross, quando erano bambini, giocavano spesso nel bosco dietro la casa della ragazza, andando a caccia di fantasmi. Durante una delle loro uscite, ebbero il loro primo incontro con Slender Man, evento dimenticato dai due col passare del tempo.
Anni dopo, in età adulta, Carl comincia a ricordare quell'evento e decide di ricontattare Kate per avere risposte su ciò che è accaduto. I due tornano nel bosco dietro la casa della ragazza di notte, dove Carl si risveglia la mattina dopo in seguito a una forte emicrania e allucinazioni mentre Kate viene trovata svenuta con la sua videocamera rotta e una serie di pagine con disegni raffiguranti un uomo senza volto (eventi del primo gioco).
La ragazza viene ricoverata in ospedale per un breve periodo di tempo prima di tornare a casa. Beth Hayes, la madre di Kate, viene a mancare e Carl consiglia alla ragazza di vendere la casa della madre per trasferirsi altrove e allontanarsi il più possibile da quel bosco.
Carl confessa a Kate i suoi sentimenti per lei, cosa che la ragazza non ricambia. In seguito, il ragazzo la porta in una torre radio non distante dal bosco rivelando il suo piano per liberarsi dal tormento di Slender Man: un suicidio di coppia tramite incendiamento. La ragazza si rifiuta e scappa dalla torre radio, dove Carl muore tra le fiamme.
Kate torna a casa completamente deviata mentalmente ricreando continuamente le otto pagine. Durante una notte tempestosa, Slender Man si presenta a casa della ragazza deciso a catturarla. Nonostante l'aver barricato la casa e un ultimo disperato tentativo di fuga, la ragazza viene catturata.
La mattina seguente, Lauren, un'amica di Kate, si dirige verso la casa di quest'ultima per aiutarla con la vendita, ma quando ci arriva trova una casa vuota completamente devastata con disegni raffiguranti un uomo senza volto e scritte che indicano una torre radio in lontananza come una via di salvezza. In seguito a un lungo grido proveniente dal bosco (probabilmente il momento in cui Kate diviene completamente schiavizzata da Slender Man), la ragazza decide di andare alla ricerca dell'amica.
Seguendo il sentiero del bosco dietro casa di Kate, Lauren si imbatte prima in una casa completamente carbonizzata, dove al suo interno viene aggredita da un ragazzino dall'aspetto scheletrico (Charlie Matheson Jr., un ragazzino scomparso anni prima dell'inizio della trama), e in seguito nel parco Oakside, dove ha il suo primo incontro con Slender Man, il quale tenta di catturarla mentre lei colleziona pagine di diario che lo raffigurano (probabilmente lasciate da Kate), fallendo, in quanto la ragazza precipita da un dislivello e sviene.
La mattina dopo si risveglia in un campo vicino alla miniera Kullman, dove ci entra in cerca dell'amica. Al suo interno ci rimane bloccata e l'unica via d'uscita è un ascensore che, per funzionare, ha bisogno di essere alimentato da sei generatori presenti all'interno della miniera. Durante la ricerca dei generatori, Lauren viene nuovamente tormentata da Slender Man e dalla stessa Kate, ora totalmente sotto il controllo del demone. Nonostante ciò, la ragazza riesce a scappare dalla miniera.
Una volta fuori dalla miniera, a Lauren non rimane che raggiungere la torre radio per rifugiarsi. Durante la scalata verso la torre radio, il bosco prende fuoco (probabilmente in seguito al suicidio di Carl) e Slender Man si presenta nuovamente deciso a catturare la ragazza. Lauren riesce ad entrare nella torre radio, dove trova al suo interno il cadavere di Carl accompagnato da una videocamera che riproduce il momento del suicidio. Successivamente la ragazza viene aggredita da Charlie Matheson Jr. e messa K.O.
Lauren si risveglia nello scantinato della casa carbonizzata vicino al parco Oakside, con Charlie che fa la guardia alle scale che portano al resto della casa. Poco dopo Charlie scompare, permettendo alla ragazza di accedere al piano superiore. Girando per le macerie, si ritrova faccia a faccia con Kate che la aggredisce, uccidendola.
Di seguito, la seconda linea narrativa, che segue gli eventi legati alla famiglia Matheson:
All'inizio del XX secolo, nel parco Oakside si verificano alcuni casi di scomparsa di bambini che dicono di sentirsi osservati da "uno strano uomo" mentre giocano. Frieda Matheson, donna superstiziosa, decide di investigare ritenendo che dietro queste scomparse ci sia qualcosa di oscuro, eseguendo involontariamente un rituale che evoca lo Slender Man nella vita della famiglia Matheson.
Anni dopo, alcuni membri della famiglia, tra cui Walter e Patricia Matheson, scompaiono in circostanze misteriose. Frieda tenta di entrare in contatto con la sorella Franziska tramite lettere e metterla in guardia riguardo a queste sparizioni e ciò che c'è dietro, ma la donna è molto scettica. In un atto di disperazione, Frieda si presenta nella fattoria dove abita Franziska e il resto della famiglia, incendiandola, ritenuto un metodo per liberare la sua stirpe dal tormento di Slender Man.
Un secolo più tardi, Charlie, il membro più giovane della famiglia Matheson, mentre fa un picnic sul lago del parco Oakside assieme ai genitori Charles e Diane, viene allontanato progessivamente dai genitori da Slender Man per poi essere catturato da quest'ultimo.
Passano nove anni e Charles, il padre di Charlie, cade in una profonda depressione in seguito alla scomparsa del figlio, al divorzio dalla moglie e alla perdita del lavoro. Ad alimentare questa depressione sono le sue allucinazioni del figlio e il tormento di un ragazzo ossessivamente incuriosito dalla scomparsa del figlio (Carl, che va di persona a investigare nella vecchia fattoria dei Matheson). Raggiunto il limite, Charles decide di porre fine alle sue sofferenze dandosi fuoco all'interno della sua casa.
Nel cimitero della fattoria dei Matheson, si possono notare alcune lapidi con su scritto il cognome Hayes, appartenente alla madre defunta di Kate, ciò può stare a significare che la ragazza è legata alla famiglia Matheson e può essere il motivo per cui Slender Man la abbia presa di mira.

## Modalità di gioco
Nel gioco sono presenti 50 note sparse in giro nei vari livelli: si tratta di lettere o avvisi che aiuteranno a capire meglio la storia.

## Personaggi
Lauren: La protagonista del gioco e il primo personaggio giocabile.
Slender Man: Antagonista principale del gioco, è un demone antropomorfo alto, vestito in uno smoking e senza volto. Le mani sono provviste di artigli e possiede dei tentacoli che fuoriescono dalla sua schiena. Nelle sue vicinanze le apparecchiature elettroniche tendono a danneggiarsi. Ha il potere di teletrasportarsi e "proxyficare" le sue vittime, cioè renderle suoi seguaci che eseguono ogni suo ordine.
Kate: Amica di Lauren, è l'antagonista secondaria del gioco, ma anche il secondo personaggio giocabile.
Charlie Matheson Jr.: Antagonista terziario del gioco e terzo personaggio giocabile, è un ragazzino scomparso a causa di Slender Man e proxyficato da quest'ultimo.
Charles Matheson: Quarto personaggio giocabile, è il padre di Charlie. Dopo la scomparsa del figlio, cade in una profonda depressione che lo porterà a darsi fuoco vivo nella sua casa visibile nel primo e nell'ultimo capitolo del gioco.
Carl Ross: Quinto e ultimo personaggio giocabile è un amico di Kate, che condivideva con lei le visioni di Slender Man. Insieme, hanno provato a fuggire da Slender Man, ma a quel punto Kate è stata proxyficata e Carl muore bruciato vivo, cosa che è stata vista alla fine del gioco quando si entra nella torre radio. Una lettera inviata a Kate rivela i suoi sentimenti per lei.

## Sviluppo e pubblicazione
Slender: The Arrival è stato sviluppato da parte della Parsec Productions e Blue Isle Studios per Microsoft Windows . Si conferma inoltre che gli sviluppatori renderanno disponibile il gioco anche per MAC.
L'uscita è avvenuta il 26 marzo. Otto screenshot sono stati distribuiti sul sito ufficiale ed un trailer è stato pubblicato per il gioco il 23 dicembre 2012.
È stato anche annunciato che questo gioco, a differenza di Slender: The Eight pages, non sarà gratuito, e "costerà meno di 20 dollari", piuttosto chiaro il riferimento ad un easter egg di Slender: The Eight Pages attualmente rimosso.
Secondo lo sviluppatore di Slender: the Arrival "... il nostro obiettivo è quello di rendere disponibile il gioco nelle mani del maggior numero possibile di giocatori. Stiamo prendendo seriamente in considerazione lo sviluppo su Xbox 360 e Playstation 3". Questo potrebbe molto probabilmente alludere all'arrivo del gioco su console.
Il 1º dicembre 2012, Blu Isle Studios ha annunciato la sua partnership con il canale Youtube Marble Hornets, noto per i suoi video dell'orrore che ha spesso protagonista lo Slender Man, e ha contribuito a modellare la versione moderna del suddetto personaggio. Joseph DeLage, Tim Sutton e Troy Wagner hanno scritto la sceneggiatura per la versione finale del gioco.
Il 23 dicembre 2012 ha debuttato online il primo trailer del gioco.

## Colonne sonore
Per tutti i possessori del gioco su Steam è possibile scaricare gratuitamente le colonne sonore del gioco create da Mark J. Hadley e alcune in collaborazione con Brenden Frank.

## Versioni del gioco
Fino all'approdo del gioco su Steam, erano disponibili diverse versioni del gioco:

### Standard
Si riceveva esclusivamente il gioco base.

### Generoso
Questa versione conteneva, oltre ai contenuti della versione Standard, un biglietto di ringraziamento da parte della Blue Isle Studios.

### Soundtrack Edition
Questa versione conteneva, oltre ai contenuti della versione Standard, anche un CD virtuale contenente la colonna sonora di Slender e quella del gioco stesso.

### Special Edition
Chiamata anche Super Edition, questa edizione conteneva, oltre alle soundtrack, alla beta testing ed al gioco anche 5 poster dedicati allo Slender ed a Marble Hornets.

### Producer's Edition
Quest'ultima edizione, conteneva tutti gli elementi citati nelle precedenti edizioni, oltre al fatto che, nei titoli di coda a fine gioco, sarà presente il nome di chi ha pre-ordinato questa versione.
A partire da ottobre 2013, con l'approdo su Steam, le edizioni Generoso, Soundtrack, Special e Producer's furono eliminate e rimase solo quella Standard in esclusiva su Steam.